# Raggvinda
Raggvinda (Convolvulus betonicifolius) är en vindeväxtart som beskrevs av Philip Miller. Raggvinda ingår i släktet vindor, och familjen vindeväxter. Arten förekommer tillfälligt i Sverige, men reproducerar sig inte.

## Bildgalleri

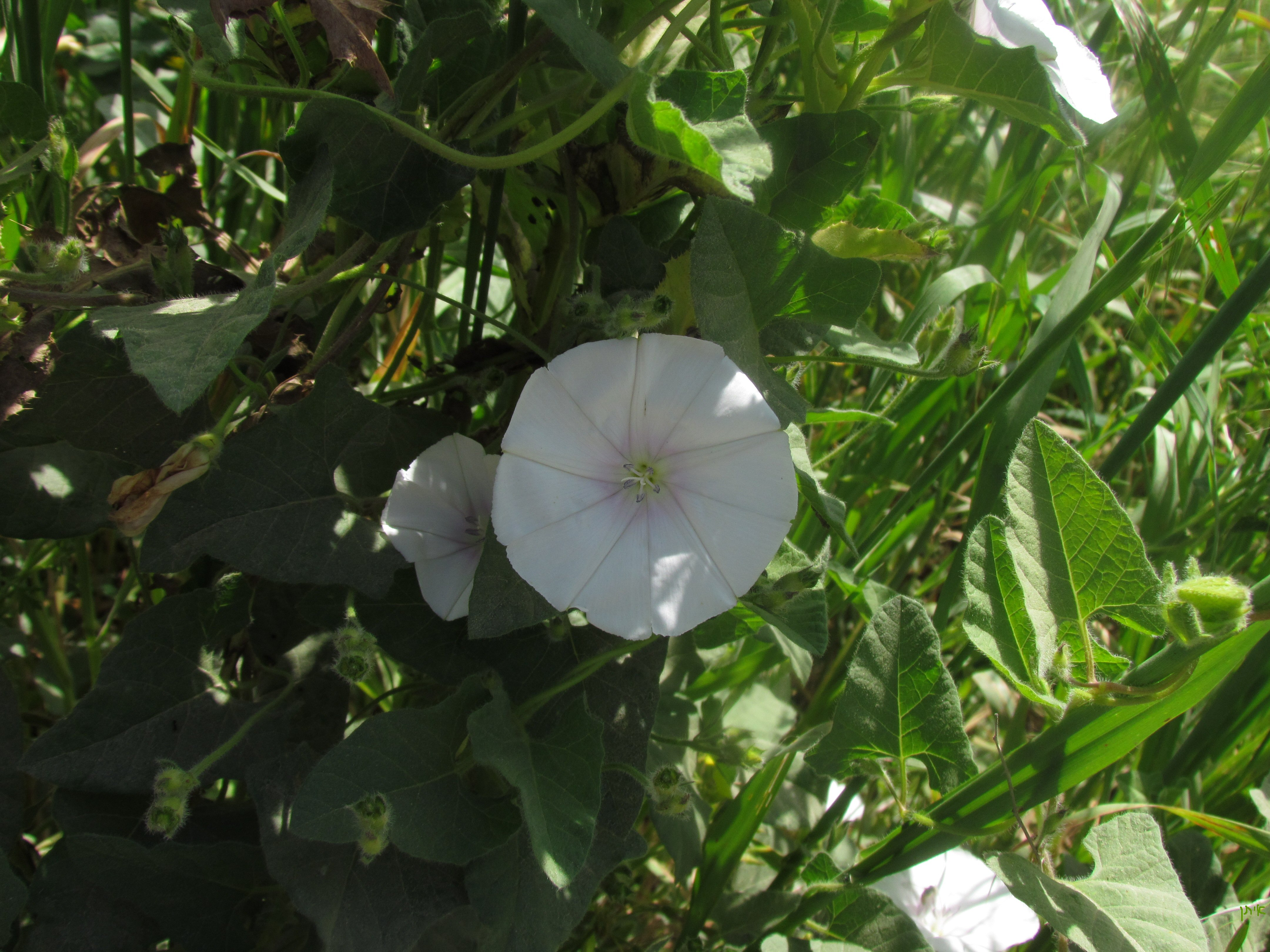